# Sneak Preview
Eine Sneak Preview (von englisch to sneak [sniːk] „schleichen“, preview [ˈpɹiːvjuː] „Vorschau“) oder kurz Sneak ist eine unangekündigte Filmvorführung (Vorschau) vor dem offiziellen Release. Die Besucher wissen beim Kartenkauf nicht, welcher Film gezeigt wird. Die in einer Sneak Preview gezeigten Filme haben ihren offiziellen Kinostart oft erst einige Wochen später. Oft werden Werke abseits des Hollywood-Mainstreams gezeigt. Dies ist ein weiterer Umstand, der eine Sneak Preview für Cineasten interessant werden lässt.
Sneak Previews wurden in den 1930er Jahren geschaffen, um die Erfolgs- und Misserfolgsfaktoren eines Films zu erkennen. Heute sollen Vorpremieren zusätzliche Publizität für den Film erzeugen. Es kommt vor, dass eine Vorpremiere eines nicht oder nur wenig beworbenen Films wenig erfolgreich ist. Beispielsweise wurde Francis Ford Coppolas Apocalypse Now von den Teilnehmern einer Vorpremiere (auf Einladung) als „langweilig“ bezeichnet, obwohl er anschließend in Cannes die Goldene Palme, zwei Oscars sowie drei Golden Globes gewann.

## Ablauf
Im Gegensatz zu üblichen Kinovorstellungen wird der Film manchmal anmoderiert, teilweise auch in Verbindung mit Gewinnspielen. Dabei werden beispielsweise Kinokarten, Konzertkarten, Sponsoringartikel oder Film-Promotionartikel verlost.
Ferner gibt es in einigen Kinos Fragebögen zu den Filmen oder andere Formen zur Bewertung des gesehenen Filmes. An diesen Informationen sind Filmverleiher besonders interessiert, da sie einen Eindruck davon vermitteln können, wie die zukünftig anlaufenden Filme beim Publikum ankommen. Gelegentlich – je nach Engagement der Vorführer – wird ein spezieller cineastischer Gag vor die Sneak geschaltet, um die Spannung zu erhöhen bzw. Spekulationen um den gezeigten Film Vortrieb zu leisten.
Es gibt viele cineastische Gruppen, die sich wöchentlich die Sneak Previews ansehen, da sie durch diese einen breiten Überblick über alle Filmgenres erhalten können.

## Entwicklung und Probleme
Sneak Previews mit Originalsprachenversionen gibt es in Deutschland mindestens seit 1991 (Grindel Ufa-Palast, Hamburg), deutschsprachige Sneaks seit mindestens 1995.
Seit Beginn des 21. Jahrhunderts gibt es, verbunden mit der Zunahme von illegalen Filmkopien, immer weniger Kinos, die Sneak Previews zeigen. Dies ist größtenteils darauf zurückzuführen, dass große Filmstudios ihre Filme nicht mehr vor dem offiziellen Kinostart freigeben. Dadurch nehmen die unbekannteren Filme einen größeren Raum bei den Sneak Previews ein, was teilweise zu sinkendem Besucherinteresse führt. Zu Glanzzeiten gab es in Deutschland rund 80 Kinos, die regelmäßig Sneak Previews zeigten, heute sind es etwa 60.

## Early Sneak
Manche Kinos bieten zusätzlich zu der normalen Überraschungspremiere noch sogenannte „Early Sneaks“ an, in welchen ein Film meist in der Originalversion weit vor dem offiziellen Kinostart gezeigt wird. Diese Premieren finden meist nur monatlich statt. Oft werden zudem Filme gezeigt, die gar nicht im jeweiligen Land anlaufen werden.

## Pay After
Im Freiburger Kino Friedrichsbau wurde vor der Corona-Pandemie ein besonderes Bezahlverfahren namens „Pay After“ durchgeführt. Die Sneak Preview wurde dabei kostenlos gezeigt, und die Besucher wurden gebeten, nach der Vorstellung den Film zu bewerten und je nach Gefallen zu bezahlen. Mittlerweile ist vor dem Film ein fester Preis zu entrichten.

## Einzelbelege
1. ↑  Finola Kerrigan: Film marketing. 1. Auflage. Elsevier/Butterworth-Heinemann, Amsterdam 2009, ISBN 978-0-7506-8683-9, S. 43 (eingeschränkte Vorschau in der Google-Buchsuche).
2. ↑  Linda Deutsch (19. Mai 1969). The 'Sneak Preview' and what it is Toledo Blade, p. 18. Abgerufen am 9. April 2010.
3. ↑  Janet Wasko: How Hollywood works. SAGE, London 2003, ISBN 978-1-84787-165-7, S. 194 (Preview bei Google Books).
4. ↑  Thomas Schnurmacher (29. Mai 1979). Response to movie makes Coppola reel The Montreal Gazette, S. 51. Abgerufen am 9. April 2010.
5. ↑  Benjamin Moldenhauer: Dreh von "Apocalypse Now": Am Ende waren alle verrückt. In: Spiegel Online. 28. Januar 2015 (spiegel.de [abgerufen am 20. Februar 2018]).
6. ↑  Die Kinos Harmonie, Friedrichsbau und Kandelhof in Freiburg. 19. Januar 2017, archiviert vom Original; abgerufen am 16. Januar 2024.